# So Hard
So Hard è un singolo del gruppo musicale britannico Pet Shop Boys, il primo estratto dal quarto album in studio Behaviour e pubblicato il 24 settembre 1990.
Il brano ha riscosso un buon successo a livello mondiale, raggiungendo la quarta posizione della classifica britannica dei singoli.

## La canzone
La canzone narra di «due persone che vivono assieme; entrambe sono totalmente infedeli al proprio partner ma, nonostante ciò, fingono di essere fedeli e di non stare con altre persone».

## Video musicale
Il videoclip del brano fu diretto dal fotografo Eric Watson e fu girato a Newcastle e nel North Tyneside.  Fra le location del videoclip compaiono il Bigg Market, Newcastle Quayside, la stazione Terrace di Wallsend, Byker, Whitley Bay e la Tyne and Wear Metro. Il video è girato in bianco e nero e compare fra le attrici la sorella del celebre Paul Gascoigne.
Fra le b-side del singolo è presente il brano inedito It Must Be Obvious, mentre nella versione pubblicata negli Stati Uniti è presente il remix di Paninaro originariamente inserito come lato A dell'omonimo singolo e nell'album di remix Disco (1986). I remix di So Hard sono stati commissionati a Julian Mendelsohn, David Morales e The KLF. Questi ultimi realizzarono anche un remix per il brano It Must Be Obvious, incluso nell'edizione speciale di So Hard intitolata "The KLF vs Pet Shop Boys".

## Tracce
CD singolo (Regno Unito)
1. "So Hard" - 3:56
2. "It Must Be Obvious" - 4:21
3. "So Hard (Extended Dance Mix)" - 6:30

45 giri (Regno Unito)
1. "So Hard" - 3:56
2. "It Must Be Obvious" - 4:21

33 giri (Regno Unito)
1. "So Hard (Extended Dance Mix)" - 6:30
2. "It Must Be Obvious" - 4:21
3. "So Hard (Dub Mix)" - 7:30

33 giri (Regno Unito) – singolo accreditato a The KLF vs. Pet Shop Boys
1. "So Hard" (KLF vs. Pet Shop Boys) - 5:27
2. "It Must Be Obvious" (UFO mix) - 9:22

CD singolo (Germania)
1. "So Hard (12" Remix)" - 6:20
2. "So Hard (Radio Mix)" - 3:25
3. "So Hard (David Morales Red Zone Mix)" - 7:42
4. "So Hard (Eclipse mix)" - 4:00

CD singolo (Stati Uniti)
1. "So Hard (Extended Dance Mix)" - 6:30
2. "So Hard (Single)" - 3:56
3. "So Hard (Dub)" - 7:30
4. "It Must Be Obvious" - 4:21
5. "Paninaro (Italian Remix)" - 8:40

## Classifiche
| Classifica (1990)                                | Posizione massima |
| ------------------------------------------------ | ----------------- |
| Australia                                        | 27                |
| Austria                                          | 14                |
| Belgio                                           | 5                 |
| Canada                                           | 76                |
| Finlandia                                        | 1                 |
| Francia                                          | 72                |
| Germania                                         | 3                 |
| Irlanda                                          | 3                 |
| Italia                                           | 2                 |
| Giappone                                         | 5                 |
| Norvegia                                         | 9                 |
| Nuova Zelanda                                    | 24                |
| Paesi Bassi                                      | 11                |
| Polonia                                          | 9                 |
| Regno Unito                                      | 4                 |
| Stati Uniti                                      | 62                |
| Stati Uniti (alternative)                        | 17                |
| Stati Uniti (hot dance club play)                | 4                 |
| Stati Uniti (hot dance music/maxi-singles sales) | 2                 |
| Svezia                                           | 3                 |
| Svizzera                                         | 2                 |